# Ryan Cox
Ryan Cox (Kempton Park, 9 april 1979 – aldaar, 1 augustus 2007) was een Zuid-Afrikaans wielrenner.

## Carrière
Cox begon zijn carrière bij Amore & Vita en reed vervolgens twee jaar voor het Duitse Team Cologne. Vanaf 2003 tot zijn dood in 2007 kwam hij uit voor Team Barloworld. Vooral in 2004 en 2005 was hij succesvol; zo won hij etappes in de Giro del Capo en de Ronde van Langkawi. In 2005 won hij ook de eindklassementen van de eerder genoemde Ronde van Langkawi en de Ronde van het Qinghaimeer. In datzelfde jaar eindigde hij tweede in de eindstand van het Aziatische continentale circuit, de UCI Asia Tour. Ook werd hij in zowel 2004 als 2005 Zuid-Afrikaans kampioen op de weg bij de profs.

## Overlijden
Cox overleed op 28-jarige leeftijd aan de gevolgen van een hartstilstand en een aderbreuk in zijn lendenen, waardoor zijn belangrijkste organen uitvielen. Dit werd veroorzaakt door complicaties na een operatie tegen spataderen in een van zijn benen die hij begin juli had ondergaan.

## Belangrijkste overwinningen
2003
- Croc Cycle Tour
- 4e etappe Circuit des Mines

2004
- Zuid-Afrikaans kampioen op de weg, Elite
- 4e etappe Giro del Capo
- Eindklassement Ronde van het Qinghaimeer

2005
- 8e etappe Ronde van Langkawi
- Eindklassement Ronde van Langkawi
- Zuid-Afrikaans kampioen op de weg, Elite
- 6e etappe Ronde van het Qinghaimeer